# Erwin Angermayer
Erwin Vinzenz Angermayer von Rebenberg, auch Erwin von Angermayer und Erwin Angermayer-Rebenberg (* 9. Juni 1888 in Salzburg; † 20. März 1963 ebenda) war ein österreichischer Speläologe (Höhlenforscher) und Generalarzt der Wehrmacht.

## Leben
Erwin Angermayer war der zweitälteste Sohn des Salzburger Spitalapothekers Josef Ritter von Angermayer (1853–1924), welcher sich wie sein Sohn später mit der Höhlenforschung befasste. 1907 schloss er sein Gymnasialmatura in Salzburg ab. Hier lernte er bereits u. a. die späteren Höhlenforscher Alexander Mörk von Mörkenstein, Martin Hell und Rudolf Saar kennen und war mit diesen Mitschülern freundschaftlich verbunden. Angermayer begann an den Universitäten Innsbruck, Würzburg, München und Wien Medizin zu studieren. Unterbrochen wurde das Studium durch seinen Militärdienst, den er ab 1. April 1910 als Einjährig-Freiwilliger ableistete.
In der Studienzeit entwickelte sich sein Interesse für die Höhlenforschung und er hielt den Kontakt zu seinen Salzburger Schulfreunden Mörkenstein, Hell und Saar aufrecht. Nachdem Angermayer bereits ab 1910 gemeinsam mit Mörkenstein und seinem Vater erste Höhlenerkundungen (u. a. Kolowratshöhle, Schellenberger Eishöhle, Windlöcher und Scheukofen) durchgeführt hatte, gründeten sie 1911 gemeinsam mit 15 anderen Höhlenforschern die Sektion Salzburg des Vereins für Höhlenkunde in Österreich, woraus später der Landesverein für Höhlenkunde in Salzburg wurde. Sie begannen Forschungen in den Höhlen u. a. im Untersberg und im Dachstein, mussten diese aber später aufgrund des Kriegsbeginns erst mal einstellen. 1912 war er gemeinsam mit Mörkenstein und Hermann Rihl an den Grabungen in den Gamslöchern des Untersberg nach Höhlenbären, welche von Martin Hell geleitet wurde, beteiligt. Anfang August 1913 überwand er gemeinsam mit Mörkenstein und Hermann Rihl durch Einschlagen von Stufen den großen Eiswall in der Dachstein-Rieseneishöhle und konnten bis zum Sturmsee vordringen. Angermayer war bis Kriegsbeginn bei einer Vielzahl der durchgeführten Höhlenerkundungen anwesend. Zum 10. Mai 1913 promovierte er an der Universität Wien und war dann als Assistent am k.u.k. Garnisons-Spital Nr. 7 in Graz tätig. Am 31. März 1914 wurde er aus der Armee zur Reserve entlassen und zum 1. Januar 1917 wieder aktiviert.
Im Ersten Weltkrieg diente er als Militärarzt an der Ostfront und in Italien. 1917 wird er an die militärärztliche Applikationsschule Wien versetzt.
Nach dem Krieg begann er wieder mit der Höhlenforschung und konnte dazu beitragen, dass die Dachstein-Rieseneishöhle, er wurde auch Geschäftsführer der Eisriesenwelt-Gesellschaft m.b.H. und ab 1954 des Seilbahnunternehmens Eisriesenwelt, als Schauhöhle international Beachtung fand. Er organisierte Führungen durch die Höhle und dokumentierte diese mit Fotos und kartographischen Beschreibungen. 1921 nahm er an der Führung der Akademie der Wissenschaft in Wien unter Ernst Hauser durch die Rieseneishöhle teil. Von 1921 bis 1929 (sein Nachfolger wurde Walter von Czoernig-Czernhausen) war er gewählter Obmann des Landesverein für Höhlenkunde in Salzburg, wurde 1932 dessen Ehrenmitglied und 1952 einstimmig zum Ehrenobmann gewählt. 1922 war er gemeinsam mit Othenio Abel und Georg Kyrle Gründungsmitglied der Speläologischen Gesellschaft in Wien.
Er wurde ab 1935 Stabsarzt, erst im Bundesheer. Er praktizierte nebenher weiter als Mediziner und wurde Mitte März 1938 in die Wehrmacht übernommen. Dort wurde er am 1. August 1938 im Stab des XVIII. Armeekorps Oberstarzt. Zu Kriegsbeginn war er Wehrkreisarzt des XVIII. Armeekorps und kam Ende September 1939 kurz als Korpsarzt zum Stellvertretenden Generalkommando des XVIII. Armeekorps. Er diente in Russland und in Frankreich. Bereits zum 16. Oktober 1939 wurde er Divisionsarzt der 56. Infanterie-Division. Am 25. Oktober 1940 kam er als Abschnittsarzt zum neu eingerichteten Höheren Kommandos z. b. V. LX. Ende 1941 wurde er wieder Korpsarzt, diesmal im XXXVIII. Armeekorps. Hier wurde er am 1. Juni 1942 zum Generalarzt befördert. Ab 22. Mai 1943 war er in der Führerreserve und wurde am 30. April 1945 entlassen. Gemeinsam mit Friedrich Oedl, welcher als Offizier bei der Luftwaffe tätig war, konnte er während der NS-Zeit verhindern, dass ihr Forscherfreund Herrmann Gruber den Krankenmorden zum Opfer fiel.
Nach dem Zweiten Weltkrieg war er als Arzt im Internierungslager in Glasenbach tätig. Von 1961 bis 1963 war er Vizepräsident des Verbandes Österreichischer Höhlenforscher. 1961 organisierte Angermayer den III. Internationale Speläologenkongress in Wien.
Bis kurz vor seinem Tod war er noch bei Höhlenerkundungen aktiv. So besuchte er noch zwei Wochen vor seinem Tod den Scheukofen.
Nach ihm ist ein tieferer Teil der Dachstein-Rieseneishöhle als „Erwin-Tunnel“ benannt.

## Werke (Auswahl)
- Das Höhlenmuseum des Landes Salzburg in Hellbrunn. In: Die Höhle in Sport, Wissenschaft und Kunst. München 1922, S. 39–42.
- Die Eisriesenwelt im Tennengebirge bei Werfen (Salzburg). Wien 1923, mehrere Auflagen.
- Zur Geschichte der Höhlenforschung in Salzburg. In: Speläologisches Jahrbuch. Band 13–14, Wien 1933, S. 1–12 (zobodat.at [PDF]).
- Von 1958 bis 1962 Herausgeber des Informationsblattes des Höhlenvereines.